# Alpine A110
El Alpine A110 (también conocido como Berlinette) es un automóvil deportivo producido por el fabricante francés Automobiles Alpine, subsidiaria de Renault, desde 1961 hasta 1978.

## Primera generación (1961-1978)

### Diseño y mecánica

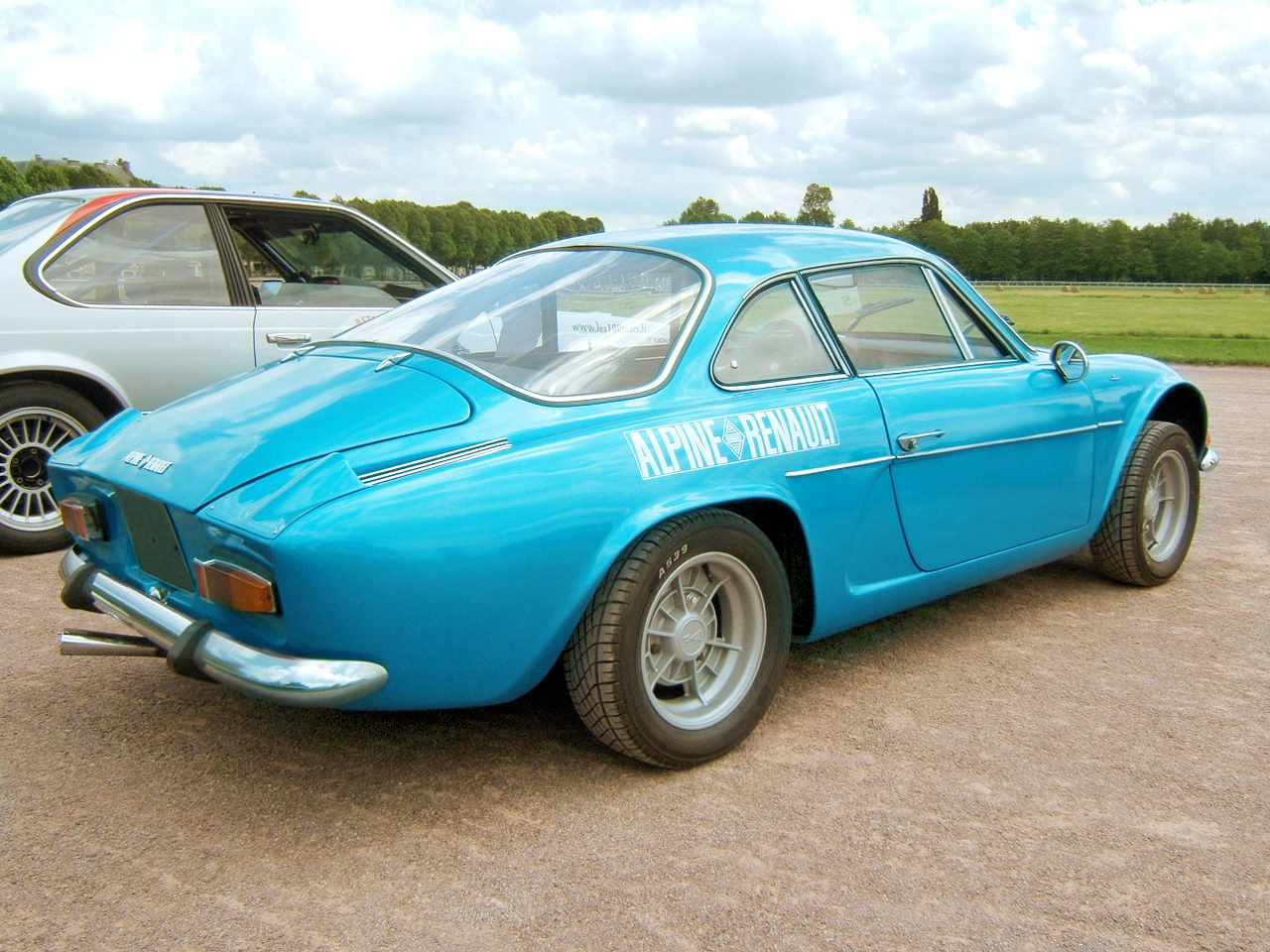
Vista lateral-trasera.

El Alpine A110 diseñado por Giovanni Michelotti, fue presentado en 1961 como una evolución del A108, y fue equipado con varios motores Renault.
Al igual que otros Alpine vendidos al público, el A110 usaba muchas piezas de Renault. Sin embargo, mientras que el A108 fue diseñado sobre la mecánica del Dauphine, el A110 utilizaba piezas del Renault 8. A diferencia del A108, que primero había sido vendido como cabriolet y después como cupé, el A110 primero fue ofrecido como cupé y después como descapotable. La principal diferencia entre el A110 y el A108 cupé fue el rediseño de la parte trasera en función de los motores mayores, lo que le había dado al automóvil un aspecto más agresivo. Al igual que el A108, el A110 tenía un chasis de acero tubular con carrocería de fibra de vidrio. Esta configuración fue inspirada en el Lotus Elan, siendo Colin Chapman una importante fuente de inspiración para los diseñadores de Alpine en la época.
El A110 originalmente estuvo disponible con motores 1.1 L R8 Major o R8 Gordini (sin relación con el automóvil del mismo nombre vendido en Brasil). El motor Gordini desarrollaba 95 CV (93,7 HP) SAE a 6500 rpm. Usando motores con bloque de hierro R8 Gordini, el A110 logró varias victorias en rallyes de Francia a finales de los años 1960 y, posteriormente, recibió el motor con bloque de aluminio del Renault 16 TS. Con dos carburadores de doble cuerpo Weber 45 DCOE, el motor TS desarrollaba 125 CV (123,3 HP) DIN a las 6000 rpm, lo que permitía al 1600S de producción llegar a la velocidad máxima de 210 km/h (130 mph).

### Producción

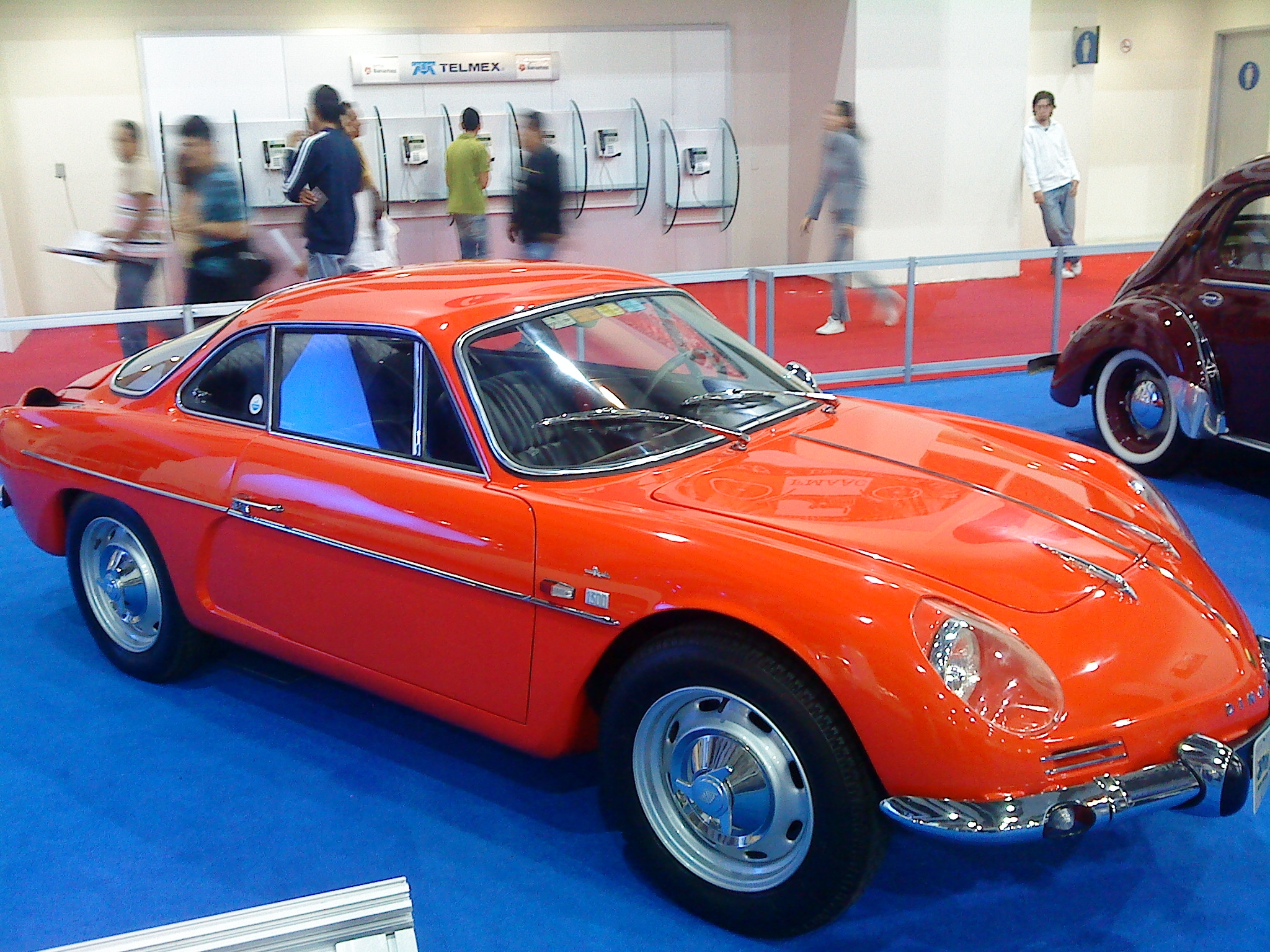
Versión mexicana Dinalpin.

Además de ser construido en la fábrica de Alpine en Dieppe, Francia, diferentes versiones del A110 fueron producidas por otras ensambladoras alrededor del mundo.
Fue producido en México con el nombre Dinalpin entre 1965 y 1974, por Diesel Nacional (DINA), que también producía automóviles Renault bajo licencia.
Gracias a la sociedad entre Willys-Overland y Renault, entre 1962 y 1966 una versión del Alpine A108 y el A110 fue producida en Brasil como "Willys Interlagos"; el piloto brasileño Emerson Fittipaldi condujo uno en varias carreras.
También fue producido en Bulgaria como Bulgaralpine entre 1967 y 1969, por una cooperativa entre SPC Metalhim (empresa de defensa búlgara) y ETO Bulet (exportadora búlgara), cuya colaboración también dio como resultado un automóvil llamado Bulgarrenault, basado en el Renault 8.
En España fue producido por la fábrica FASA de Valladolid entre 1967 y 1978. FASA fabricó la versión A110 1100 de 1967 a 1970, con motor de 1108 cm³ (1,1 L), la versión A110 1300 de 1971 a 1976, con motor de 1289 cm³ (1,3 L), y la versión A110 1400 de 1977 a 1978, con motor de 1397 cm³ (1,4 L).

### Motorizaciones
| Nombre          | Año       | Modelo      | Descripción                          | Tipo             | Cilindrada                                                 | Potencia                     |
| --------------- | --------- | ----------- | ------------------------------------ | ---------------- | ---------------------------------------------------------- | ---------------------------- |
| A110 1100 "70"  | 1964-1969 | 1000 VA     | R8 Major                             | Type 688         | 1108 cm³ (1,1 L)                                           | 66 CV (65 HP; 49 kW) (SAE)   |
| A110 1100 "100" | 1965-1968 | 1100 VB     | R8 Gordini                           | Type 804         | 1108 cm³ (1,1 L)                                           | 95 CV (94 HP; 70 kW) (SAE)   |
| A110 1300 S     | 1965-1971 | 1300 VB     | R8 Gordini preparado                 | Type 804         | 1296 cm³ (1,3 L)                                           | 120 CV (118 HP; 88 kW) (SAE) |
| A110 1300 G     | 1967-1971 | 1300 VA     | R8 Gordini 1300                      | Type 812         | 1255 cm³ (1,3 L)                                           | 105 CV (104 HP; 77 kW) (SAE) |
| A110 1500       | 1967-1968 |             | Motor Lotus Europa S: bloque del R16 |                  | 1470 cm³ (1,5 L)                                           | 82 CV (81 HP; 60 kW) (SAE)   |
| A110 1600       | 1969-1970 | 1600 VA     | R16 TS                               | 1565 cm³ (1,6 L) | 92 CV (91 HP; 68 kW) (SAE)                                 |                              |
| A110 1300 V85   | 1969-1976 | 1300 VC     | R12 TS                               | 1289 cm³ (1,3 L) | 81 CV (80 HP; 60 kW) (SAE) 68 CV (67 HP; 50 kW) (DIN)      |                              |
| A110 1600S      | 1970-1973 | 1600 VB     | R16 TS preparado                     | 1565 cm³ (1,6 L) | 138 CV (136 HP; 101 kW) (SAE) 125 CV (123 HP; 92 kW) (DIN) |                              |
| A110 1600S      | 1973-1975 | 1600 VC, SC | R17 TS                               | 1605 cm³ (1,6 L) | 140 CV (138 HP; 103 kW) (SAE) 126 CV (124 HP; 93 kW) (DIN) |                              |
| A110 1600S SI   | 1974-1975 | 1600 VD     | R17 TS con inyección                 | 1605 cm³ (1,6 L) | 140 CV (138 HP; 103 kW) (SAE) 127 CV (125 HP; 93 kW) (DIN) |                              |
| A110 1600S SX   | 1976-1978 |             | R16 TX                               | Type 843         | 1647 cm³ (1,6 L)                                           | 93 CV (92 HP; 68 kW) (DIN)   |

| Modelos:               | Berlinette (1966)†                | 1600S (1970-1973)                                                 |
| ---------------------- | --------------------------------- | ----------------------------------------------------------------- |
| Cilindrada             | 1108 cm³ (1,1 L)                  | 1605 cm³ (1,6 L)                                                  |
| Potencia               | 95 CV (94 HP; 70 kW) (SAE brutos) | 138 CV (136 HP; 101 kW) (SAE brutos) 123 CV (121 HP; 90 kW) (DIN) |
| Relación de compresión | 10,4:1                            | 10.25:1                                                           |
| Transmisión            | Manual de 4 velocidades           | Manual de 5 velocidades                                           |
| Chasis                 |                                   | Estructura tubular de acero                                       |
| Carrocería             |                                   | Fibra de vidrio                                                   |
| Radio de giro          | 9246 mm (364 plg)                 |                                                                   |
| Velocidad máxima       | 195 km/h (121 mph)                | 210 km/h (130 mph)                                                |

† Características únicas: Debido al motor montado en la parte trasera, no había rejilla frontal, siendo el aire empujado debajo del chasis y liberado por aperturas casi horizontales en las salpicaderas traseras, sobre y por detrás de las ruedas traseras.

### Competición

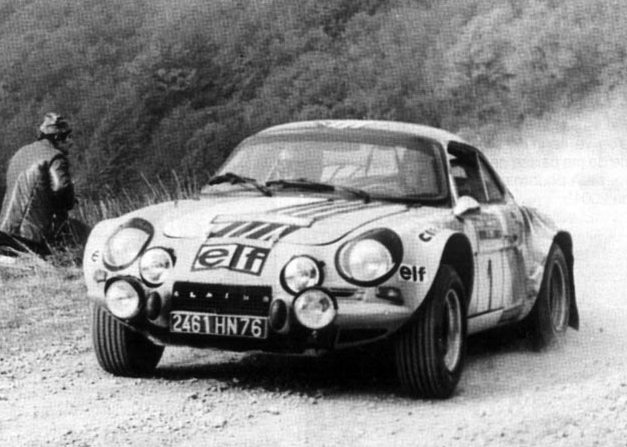
Alpine-Renault A110 1800 en el Rallye de San Remo de 1973, conducido por Jean-Luc Thérier.

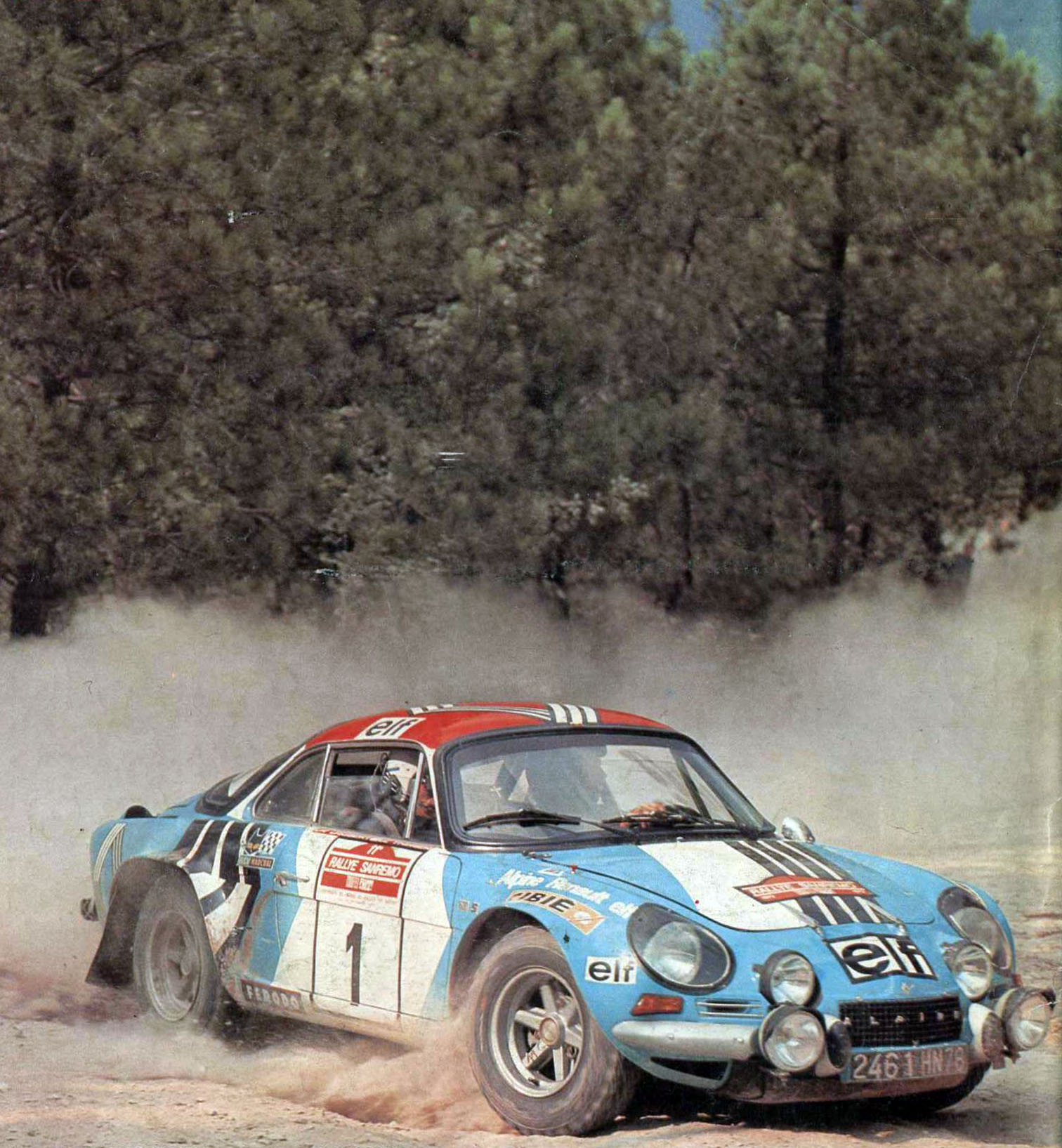
Thérier y Jaubert a bordo del Alpine-Renault A110 1800 en el Rallye de San Remo de 1973.

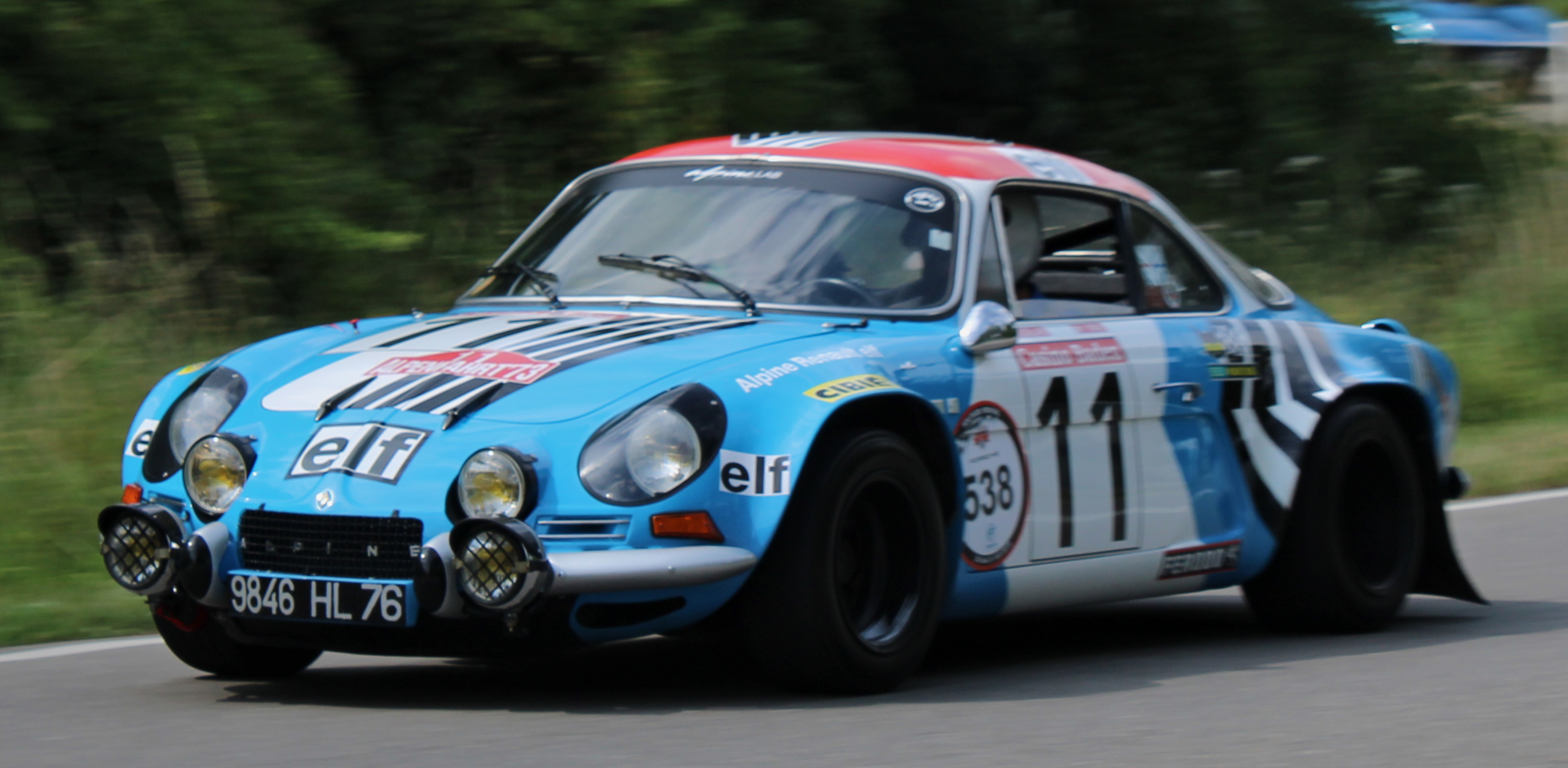
Alpine A110 1800 Grupo 4 de 1973.

El A110 consiguió mucha fama en el inicio de los años 1970 como automóvil de rally. Consiguió fama internacional durante las temporadas de 1970-1972 cuando participó en el recién creado Campeonato Internacional de Fabricantes, ganando varios eventos en Europa y siendo considerado uno de los mejores automóviles de rally de su época. Entre las actuaciones notables, se incluye la victoria en el Rally de Montecarlo de 1971 con el piloto sueco Ove Andersson.
En 1971, Alpine logró una victoria de 1-2-3 en el Rally de Montecarlo utilizando automóviles con motores derivados del Renault 16. En 1973, repitieron el resultado de 1-2-3 en Montecarlo y ganaron el campeonato mundial de rally, superando a Porsche, Lancia y Ford.
Con la compra de Alpine completa por Renault, el Campeonato Internacional fue sustituido por el Campeonato Mundial de Rally en la temporada de 1973, en el cual Renault eligió competir con el A110, siendo uno de los primeros vehículos de rally que compitieron en dicho campeonato.
El A110 hizo su debut en el Rally de Montecarlo de 1973, con una victoria en manos del francés Jean-Claude Andruet, lo que lo convirtió en el primer vehículo en ganar en una prueba del recién estrenado Campeonato Mundial de Rally.
Ese mismo año, con el equipo compuesto por Bernard Darniche, Jean-Pierre Nicolas, Jean-Luc Thérier y otros pilotos (incluyendo Jean-Claude Andruet), el A110 ganó la mayoría de las carreras en las cuales participó el equipo (con cinco victorias más), dando al Alpine el primer título mundial de constructores.
En 1974, el Lancia Stratos, primer automóvil diseñado específicamente para carreras de rally, estaba listo y homologado. Al mismo tiempo, el A110 había llegado al límite de su proyecto.
Los intentos de utilizar inyección electrónica no tuvieron efectos en la potencia. En algunos automóviles fue adaptada una culata DOHC de 16 válvulas. Sin embargo, el resultado tenía problemas de fiabilidad.
Las modificaciones en el chasis, como el uso de la suspensión del A310, homologada como A110 1600SC, tampoco llegaron a ser efectivas. En el escenario internacional, el Stratos se mostró superior, haciendo que el A110 y muchos otros automóviles quedasen obsoletos.
Su motor tenía una cilindrada aumentada a 1796 cm³ (1,8 L) con un diámetro x carrera de 82,5 x 84 mm (3,25 x 3,31 pulgadas) y una relación de compresión de 11.5:1, que producía 188 CV (185 HP; 138 kW) a las 7000 rpm y un par máximo de 195 N·m (144 lb·pie) a las 5000 rpm.

#### Mejores resultados
A continuación, una lista de las victorias y mejores resultados logrados durante las distintas temporadas de Rally:
| Carrera                               | Posición | Piloto              | Copiloto             |
| ------------------------------------- | -------- | ------------------- | -------------------- |
| Rally de Montecarlo de 1970           | 3.º      | Jean-Pierre Nicolas | Claude Roure         |
| Rally de San Remo de 1970             | 1.º      | Jean-Luc Thérier    | Marcel Callewaert    |
| Rally de San Remo de 1970             | 3.º      | Jean Vinatier       | Jean-François Jacob  |
| Rally Acrópolis de 1970               | 1.º      | Jean-Luc Thérier    | Marcel Callewaert    |
| Rally Acrópolis de 1970               | 2.º      | Jean Vinatier       | David Stone          |
| Rally de Polonia de 1970              | 1.º      | Jean-Claude Andruet | Michèle Veron        |
| Rally RACE de España de 1970          | 1.º      | Jean-Pierre Nicolas | David Stone          |
| Rally RACE de España de 1971          | 1.º      | Jean-Pierre Nicolas | Jean Todt            |
| Rally de Montecarlo de 1971           | 1.º      | Ove Andersson       | David Stone          |
| Rally de Montecarlo de 1971           | 2.º      | Jean-Luc Thérier    | Marcel Callewaert    |
| Rally de San Remo de 1971             | 1.º      | Ove Andersson       | Tony Nash            |
| Rally de los Alpes Austríacos de 1971 | 1.º      | Ove Andersson       | Arne Hertz           |
| Rally Acrópolis de 1971               | 1.º      | Ove Andersson       | Arne Hertz           |
| Rally Acrópolis de 1971               | 2.º      | Jean-Pierre Nicolas | Michel Vial          |
| Copa de los Alpes de 1971             | 1.º      | Bernard Darniche    | Alain Mahé           |
| Copa de los Alpes de 1971             | 2.º      | Jean Vinatier       | Lucette Pointet      |
| Rally de Montecarlo de 1973           | 1.º      | Jean-Claude Andruet | Michele Petit        |
| Rally de Montecarlo de 1973           | 2.º      | Ove Andersson       | Jean Todt            |
| Rally de Montecarlo de 1973           | 3.º      | Jean-Pierre Nicolas | Michel Vial          |
| Rally de Suecia de 1973               | 3.º      | Jean-Luc Thérier    | Marcel Callewaert    |
| Rally de Portugal de 1973             | 1.º      | Jean-Luc Thérier    | Jacques Jaubert      |
| Rally de Portugal de 1973             | 2.º      | Jean-Pierre Nicolas | Michel Vial          |
| Rally de Marruecos de 1973            | 1.º      | Bernard Darniche    | Alain Mahé           |
| Rally Acrópolis de 1973               | 1.º      | Jean-Luc Thérier    | Christian Delferrier |
| Rally Acrópolis de 1973               | 3.º      | Jean-Pierre Nicolas | Michel Vial          |
| Rally de los Alpes Austríacos de 1973 | 2.º      | Bernard Darniche    | Alain Mahé           |
| Rally de San Remo de 1973             | 1.º      | Jean-Luc Thérier    | Jacques Jaubert      |
| Rally de San Remo de 1973             | 3.º      | Jean-Pierre Nicolas | Michel Vial          |
| Rally de Córcega de 1973              | 1.º      | Jean-Pierre Nicolas | Michel Vial          |
| Rally de Córcega de 1973              | 2.º      | Jean-François Piot  | Jean De Alexandris   |
| Rally de Córcega de 1973              | 3.º      | Jean-Luc Thérier    | Marcel Callewaert    |

## Segunda generación (2017-presente)

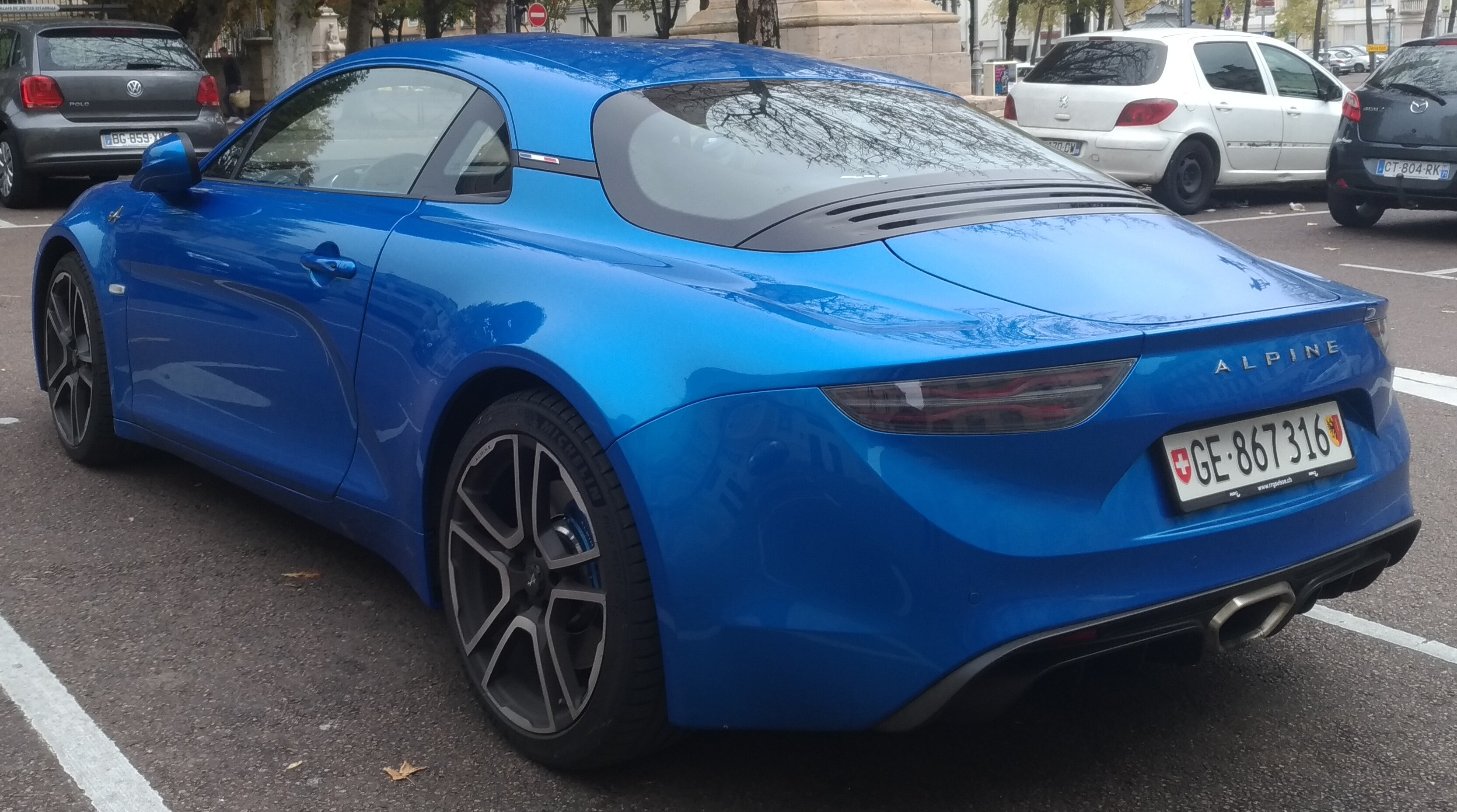
Vista trasera.

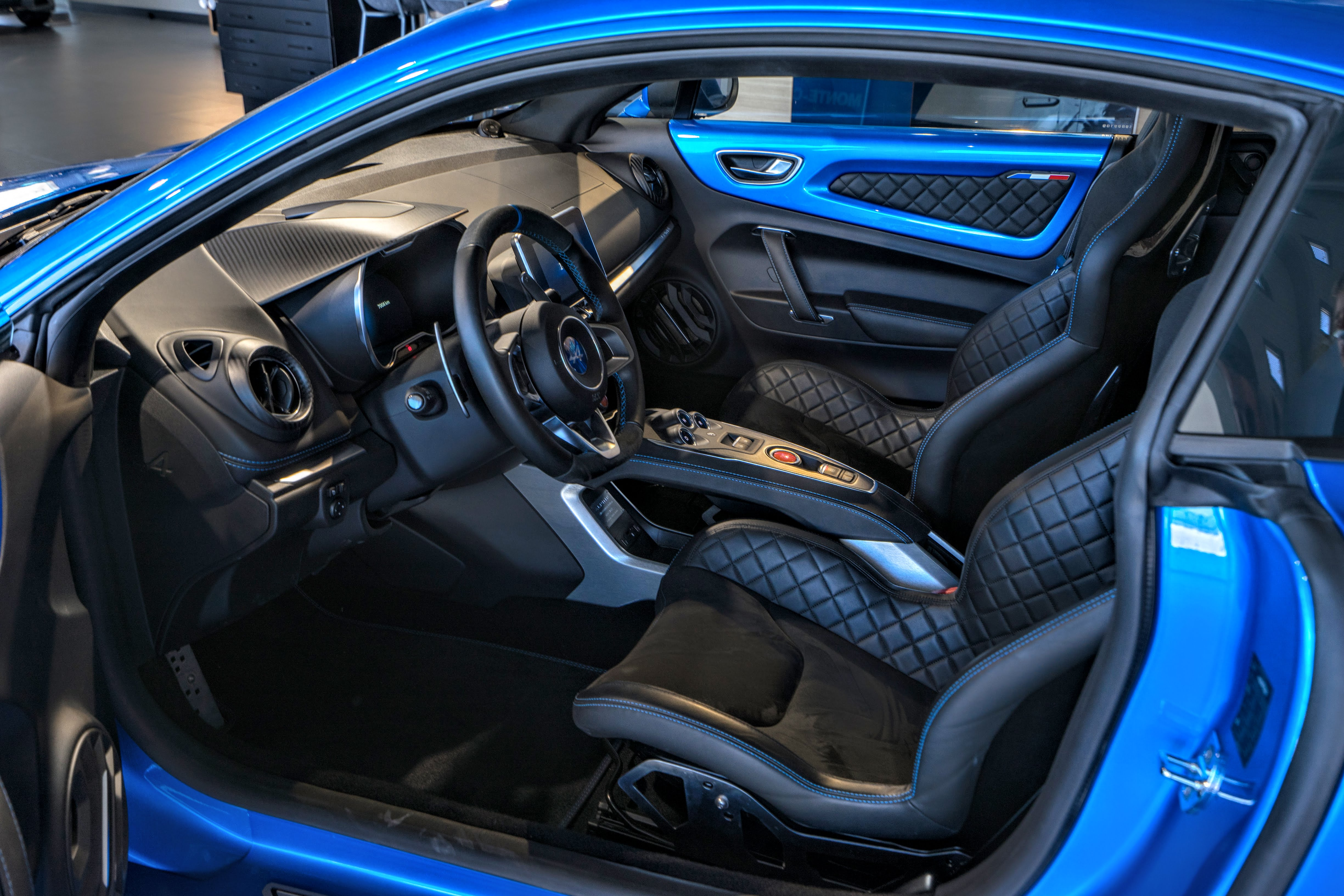
Habitáculo interior.

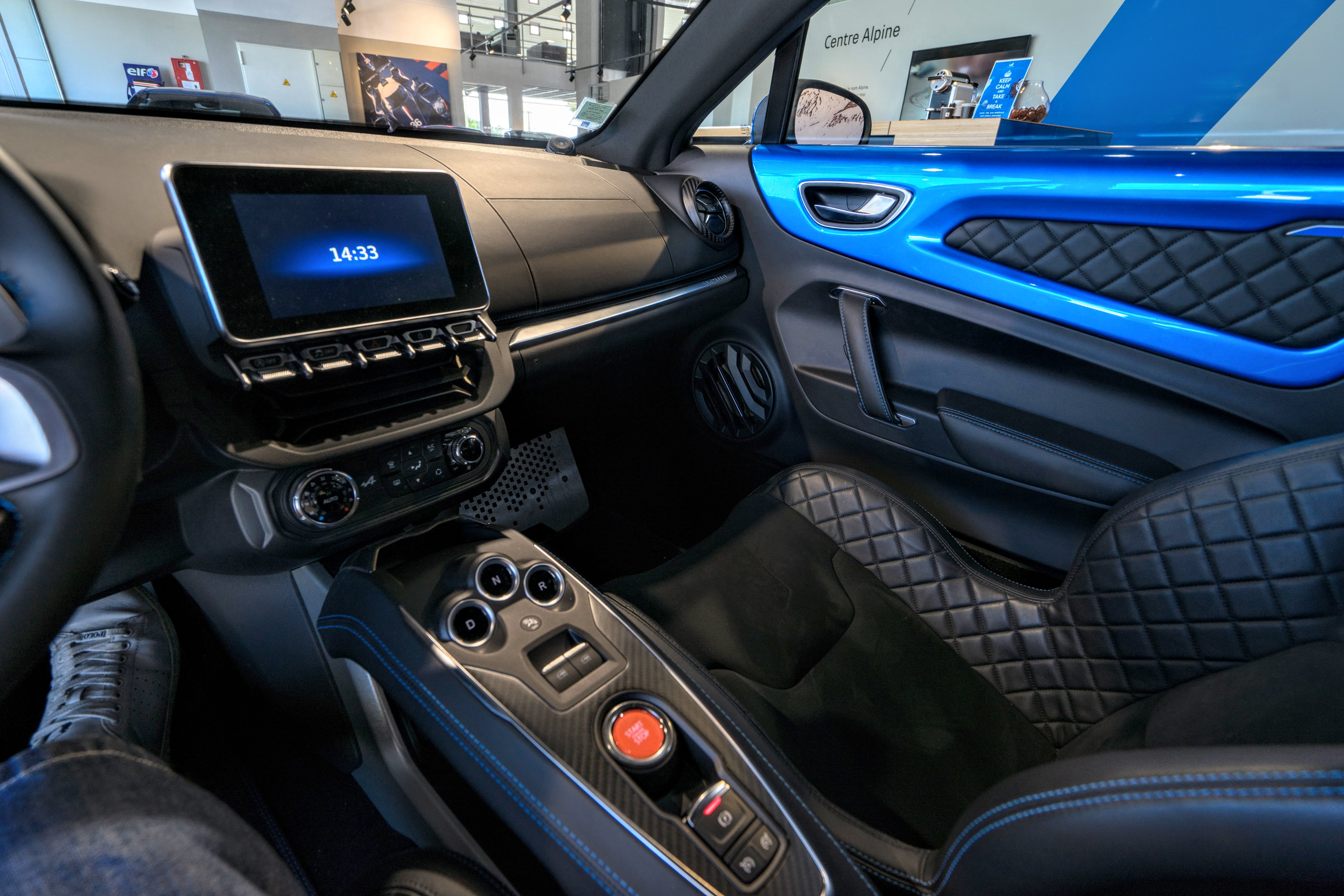
Consola central y pantalla táctil.

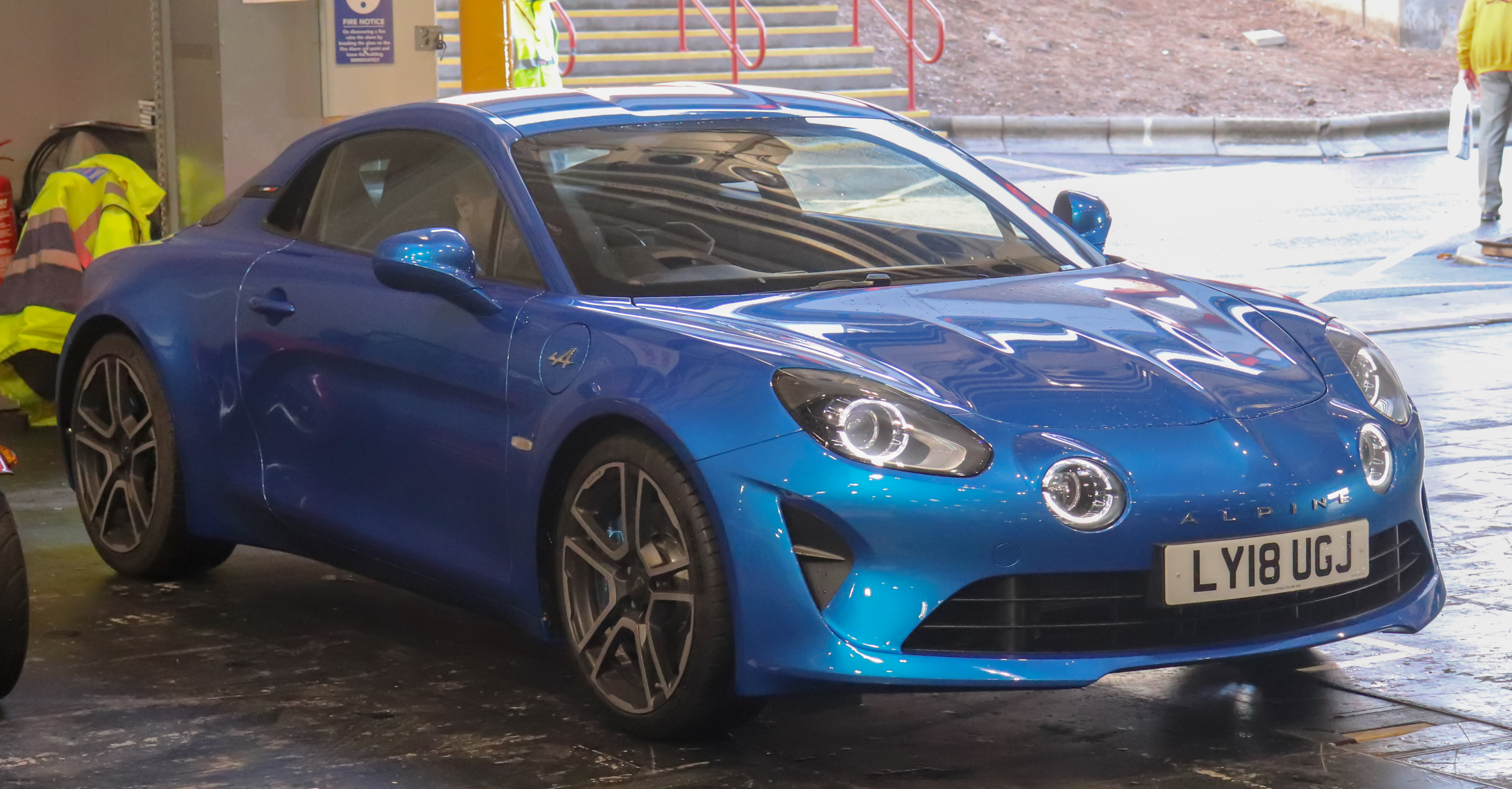
A110 Première Édition automático 1.8 de 2018.

El nuevo Alpine A110 es un automóvil deportivo cupé de dos puertas biplaza con un diseño de motor central-trasero y tracción trasera, producido por la firma francesa Alpine. Fue presentado un año después de mostrar el prototipo Alpine Vision y fue desvelada la versión de producción en el Salón del Automóvil de Ginebra de 2017. Es de un tamaño compacto con buenas prestaciones y mucha agilidad, gracias a una construcción ligera de aluminio con un peso de 1080 kg (2381 libras) para la versión menos equipada.
Es de corte pasional y rivaliza con otros coches deportivos, tales como: Alfa Romeo 4C, Audi TT, Porsche Cayman, Lotus Exige, entre otros. Utiliza una plataforma de nuevo desarrollo. Su diseño hace un guiño al Alpine A110 lanzado en los años 1960 y presente en el mercado, con una gran trayectoria en competición, hasta mediados de los años 1970, no solamente en su denominación compartida, sino también en su diseño con una apuesta estéticamente por una línea muy semejante a la de su predecesor, aunque debidamente adaptada.
Alpine afrontó inicialmente esta nueva etapa de la mano de Caterham, aunque finalmente Alpine compró la participación de Caterham en el proyecto. en los inicios del proyecto. Cuando Renault estaba dando los primeros pasos en este resurgir en la creación de este nuevo Alpine A110, se unió con Caterham, quienes también iban a desarrollar un deportivo paralelo al Alpine A110, aunque finalmente el enlace no llegó a buen puerto y Renault se hizo con la participación de la firma británica en el proyecto. El 5 de noviembre de 2012, se creó la “Société Des Automobiles Alpine Caterham” y duró hasta 2014. Antes de este enlace y del inicio del proyecto tal y como ahora lo conocemos, Renault dejó claras sus intenciones de revivir a Alpine con el Alpine A110-50 Concept que distaba mucho del concepto actual, anticipado en 2015 por el Alpine Celebration Concept, presentado en las 24 Horas de Le Mans.
Tiene un motor de cuatro cilindros M5PT montado transversalmente de 1798 cm³ (1,8 L), con un diámetro x carrera de 79,7 x 90,1 mm (3,14 x 3,55 pulgadas) diseñado en conjunto por Renault y Nissan, con lubricación por cárter húmedo, inyección directa y con unas emisiones de CO2 de 140 g (4,9 oz)/km, que alcanza una potencia máxima de 252 CV (249 HP; 185 kW) a las 6000 rpm y un par motor máximo de 320 N·m (236 lb·pie) a las 2000 rpm. Se combina con una caja de cambios de doble embrague provista por Getrag de siete velocidades (con relación de cambio propia) y la puesta a punto del motor está hecha por Alpine y Renault Sport, con múltiple de admisión, turbo y escape específicos. El consumo homologado es de 6,2 L/100 km (16,1 km/L; 37,9 mpgAm).
Con una relación potencia a peso de 228 CV (225 HP; 168 kW) por tonelada, le permite acelerar de 0 a 100 km/h (62 mph) en 4.5 segundos y alcanzar una velocidad máxima limitada a 250 km/h (155 mph). La marca destaca el bajo coeficiente aerodinámico de 0.32 Cx, incluyendo un fondo plano o el generoso difusor, por lo que no hace falta equipar un alerón trasero. El modelo ofrece tres modos de conducción: Normal, Sport y Track, que afectan a la respuesta del motor y la transmisión, la dirección, el ESP y el escape.
Se fabrica en la planta de Dieppe, Francia. Mide 4,18 m (164,6 pulgadas) de largo, 1,8 m (70,9 pulgadas) de ancho, 1,25 m (49,2 pulgadas) de alto y una distancia entre ejes de 2,42 m (95,3 pulgadas), con un reparto de pesos de un 44% sobre el eje delantero y un 56% sobre el trasero, cuyo motor está montado por delante del eje trasero y el tanque de combustible detrás el delantero. Además, cuenta con suspensiones de doble triángulo en ambos ejes, frenos de disco con pinzas Brembo de aluminio de 320 mm (12,6 pulgadas) también en ambos ejes, con rines Fuchs de 18 pulgadas (45,7 cm) en neumáticos de medidas 205/40 y 235/40.
A nivel estético, es reconocible como un Alpine y combina trazos modernos con una apariencia acorde a los modelos históricos de la casa. Destacan el cofre con nervio central (guiño al clásico A110), dos pequeños faros centrados en el frontal, pilotos led con forma de "X", gran salida de escape central o una luneta envolvente. No destaca por espacio de carga, con sólo 100 litros (3,5 pies cúbicos) en el maletero delantero y 96 L (3,4 pies cúbicos) en el trasero.
En el habitáculo biplaza, hay materiales de calidad como cuero, aluminio o fibra de carbono, con dos asientos tipo baquet firmados por Sabelt que pesan solamente 13,1 kg (29 lb) cada uno.

### Versiones

#### Première Édition
La edición especial llamada Première Édition, está limitada a 1955 coches (año de lanzamiento de Alpine) y disponible en negro, blanco o azul Alpine, incorpora pedales de aluminio pulido, baquets en cuero, sistema de audio Focal, inserciones de fibra de carbono, llantas específicas de 18 pulgadas (45,7 cm) Otto Fuchs, escape ligero, entre otras más, lo cual repercute en un aumento de peso a 1103 kilogramos (2432 lb).

#### Pure

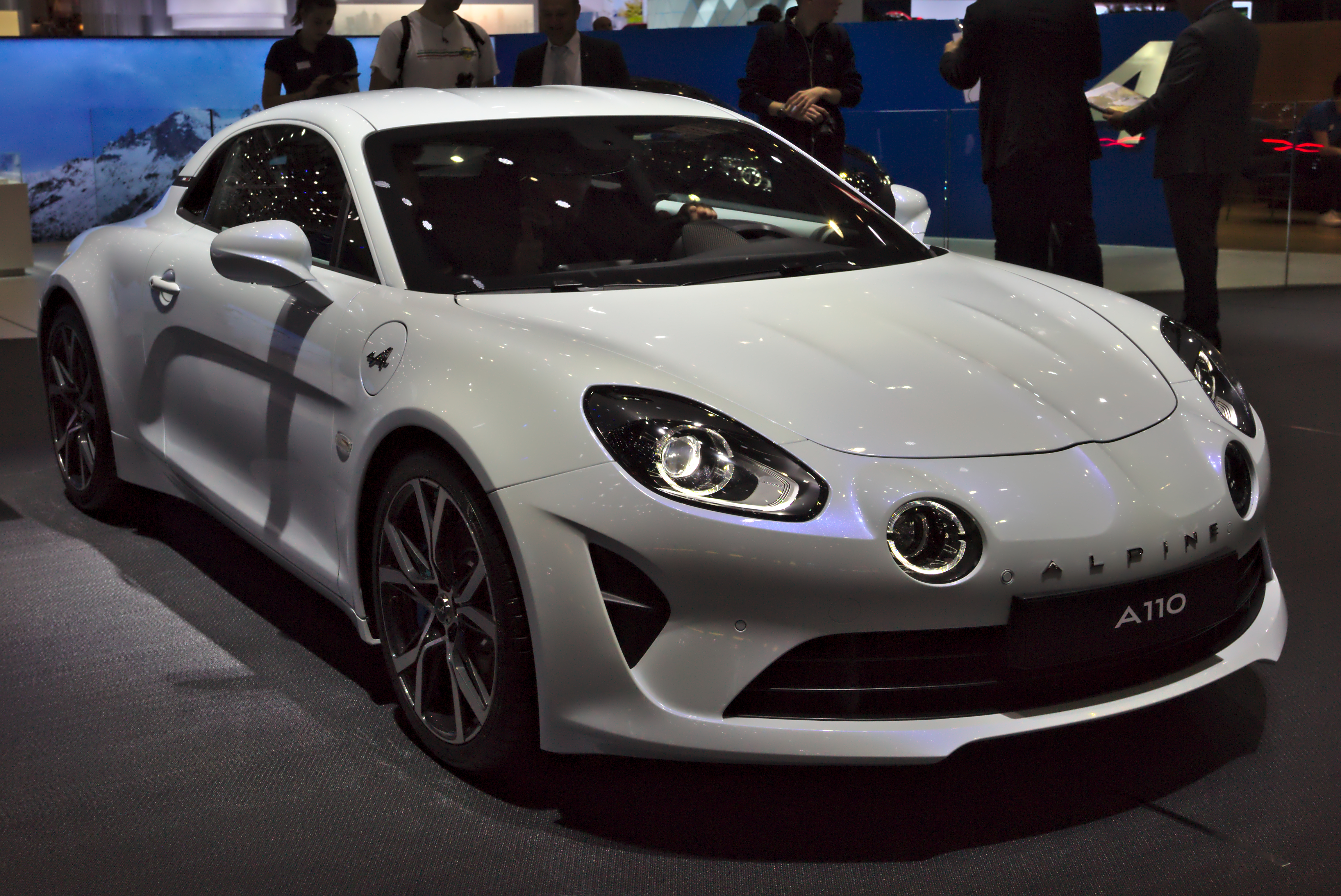
Versión Pure en blanco, en el Salón del Automóvil de Ginebra de 2018.

La marca francesa vuelve a la cita suiza para presentar dos nuevas versiones: el Alpine A110 Pure y el Alpine A110 Légende. Ambas están desarrolladas sobre la base del atractivo A110 2018 y presentan características y personalidades bien diferenciadas.
Tanto el nuevo A110 Pure como el A110 Légende comparten chasis y motorización con el modelo que ya conocíamos, que se asienta sobre una ligera plataforma fabricada en gran parte con aluminio. En posición central-trasera, monta una mecánica 1.8 de cuatro cilindros sobrealimentada con un turbo que desarrolla 252 CV (249 HP; 185 kW) de potencia y que se asocia exclusivamente a una caja de cambios de doble embrague y siete velocidades.
El A110 Pure (en blanco) tiene un enfoque minimalista en el que la prioridad es mantener el peso a raya para lograr una experiencia de conducción más pura. Según Alpine, esta nueva versión mantiene la esencia de la edición de lanzamiento sin renunciar a la calidad. En cuanto al Alpine A110 Légende (en gris), es algo así como una variante más refinada y lujosa apta para ser disfrutada en el día a día o en largos viajes. Es un equilibrio perfecto y atemporal creado por el equipo de diseñadores de Anthony Villain. La versión más liviana de la gama, la A110 Pure, es más ligera para apoyar su carácter deportivo. Cada elemento ha sido diseñado para un placer de conducción y agilidad incomparables: asientos deportivos Sabelt, distribución óptima del peso, dimensiones compactas y carrocería de aluminio. Ofrece el sistema Alpine Telemetrics desde la pantalla táctil de 7 pulgadas (17,8 cm). Se puede registrar todo el rendimiento del vehículo e incluso sus tiempos de vuelta durante la conducción en circuito.

#### Légende

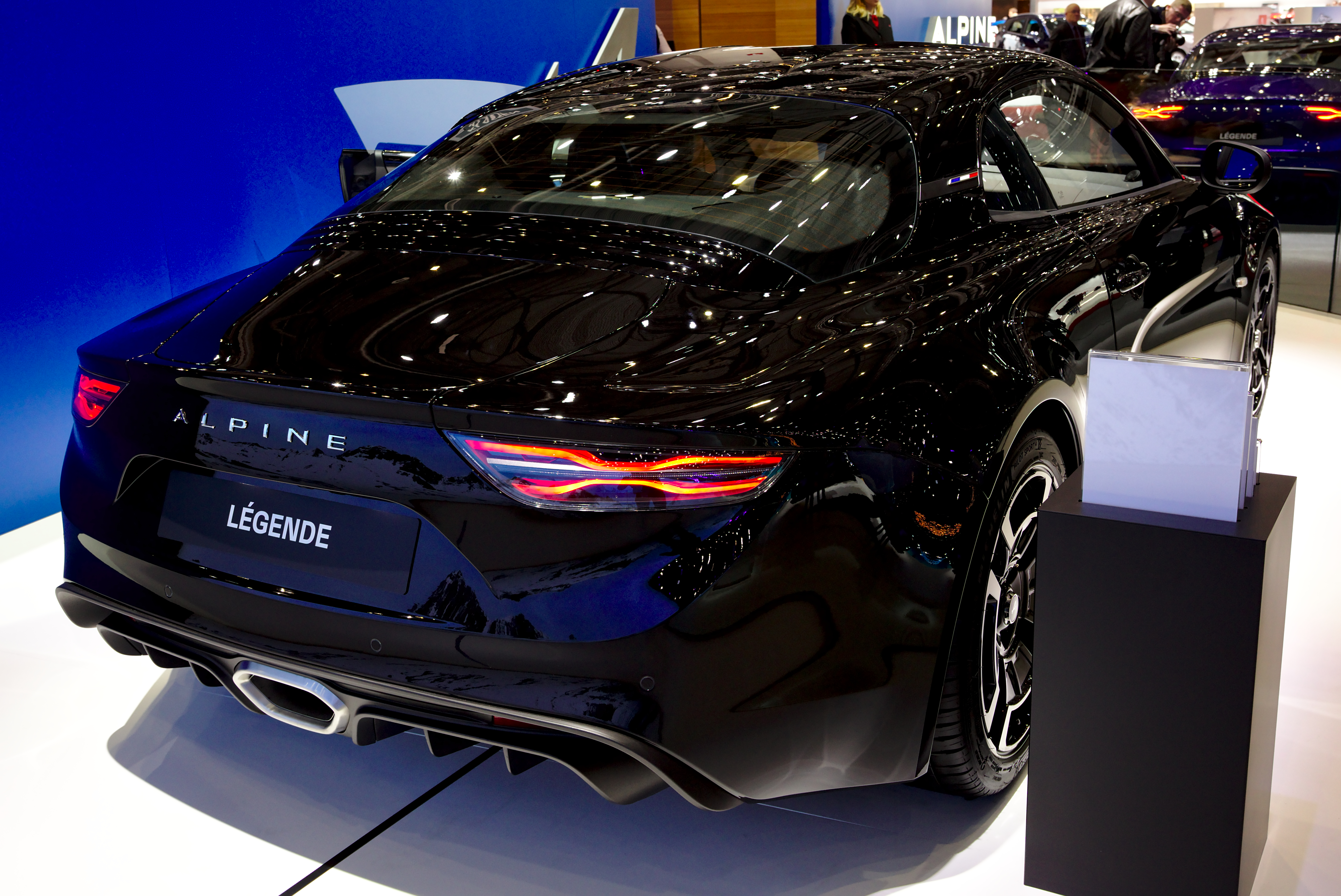
Versión Légende en el Salón del Automóvil de Ginebra de 2018.

El equipamiento de serie del A110 Légende incluye unos asientos Sabelt con regulación eléctrica de seis vías, un interior completamente tapizado en cuero con detalles de fibra de carbono con acabado brillante. Con la llegada de estas dos versiones, Alpine también amplía la paleta de colores con la adición de tres nuevas tonalidades.
La paleta de colores se completa con otros dos colores nuevos Negro Intenso y Azul Abismo. También son nuevas las llantas de 18 pulgadas (45,7 cm) en acabado dorado claro y las luces traseras con pilotos led en blanco translúcido. A juego con la tapicería del interior, el A110 Légende GT se entrega con un juego de maletas de piel de tres piezas perfectas para encajar en el compartimento trasero.

#### A110S

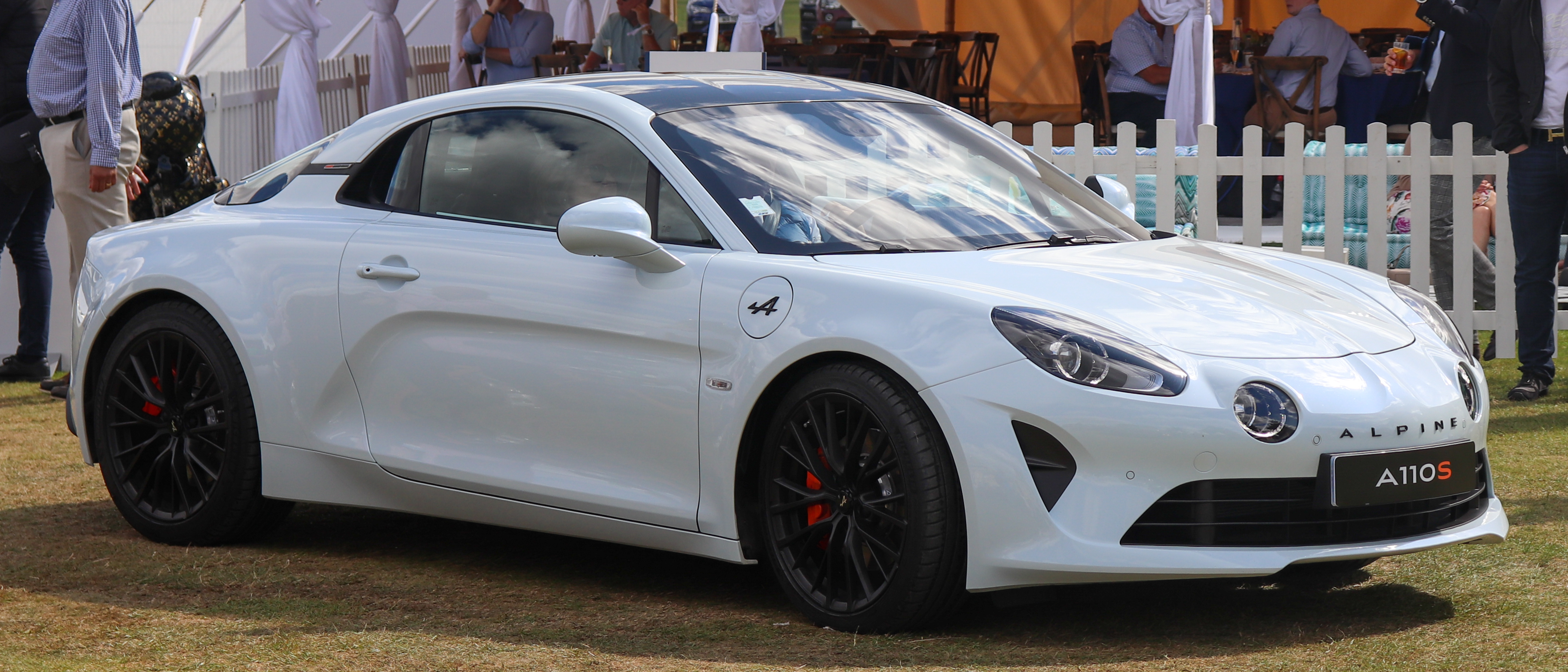
A110S de 2019 en el Concurso de la Elegancia.

Es una versión mejorada que consigue una potencia máxima de 292 CV (288 HP; 215 kW) y los mismos 320 N·m (236 lb·pie) de par máximo para un peso que sigue contenido en torno a la tonelada, con lo que logra alcanzar el 0-100 km/h (62 mph) en 4.4 segundos.
El chasis es la misma estructura de aluminio que en el A110, pero se ha modificado con suspensiones un 50% más duras, amortiguadores nuevos, así como barras estabilizadoras más rígidas. Con todo, la altura de la carrocería se recorta en 4 mm (0,2 plg) para aproximar el centro de gravedad al suelo.
En la electrónica también hay algunos retoques puesto que el modo Track incluye una puesta a punto específica con la opción de desconectar totalmente el ESP.
Las banderas francesas se sustituyen por elementos de fibra de carbono y se añaden algunos contrastes en naranja. Además, opcionalmente se puede teñir con una nueva pintura Gris Thunder mate, mientras que a modo de extra se puede escoger un techo de fibra de carbono que reduce el peso en 1,9 kg (4,2 libras). Con todo esto, el peso se eleva 11 kg (24,3 libras) con respecto al Alpine A110, llegando hasta los 1114 kg (2456 libras) en vacío.

#### Color Edition
el Alpine A110 Color Edition luce un nuevo acabado en color Sunflower Yellow sólido (no metálico) para un coche que parte del A110S, adelantando además que cada año incorporará un nuevo color. De esta manera este amarillo sólo estará disponible durante 2020 antes de dejar paso a otro color.
Los logotipos y emblemas del modelo y la marca en este caso se rematan en color negro mientras que las llantas son unas GT Race de 18 pulgadas (45,7 cm) y encierran unas pinzas de freno en color Antracita. El techo está disponible opcionalmente en fibra de carbono.
El interior también recibe detalles a juego con los colores exteriores y se incluye una placa conmemorativa en el interior que resalta su pedigrí. El Color Edition se basa en el Alpine A110S, por lo que su motor de 1.8 litros turbo eleva la potencia hasta los 292 CV (288 HP; 215 kW) para alcanzar el 0 a 100 km/h (0 a 62 mph) en 4.4 segundos y una velocidad máxima de 250 km/h (155 mph).
En el caso del Color Edition, estaría limitada su oferta durante un tiempo determinado. De manera conjunta, la marca había iniciado el programa de personalización Atelier Alpine, con una paleta de 29 colores diferentes inspirados en el pasado de la marca y pone a disposición de los clientes llantas específicas y combinaciones de pintura para las pinzas de freno.
Cada uno de los 29 colores de pintura cuidadosamente realizados estará limitado a solamente 110 unidades. Cuando se cumpla ese cupo, no se producirán más Alpine A110 en ese color.

#### A110 Cup

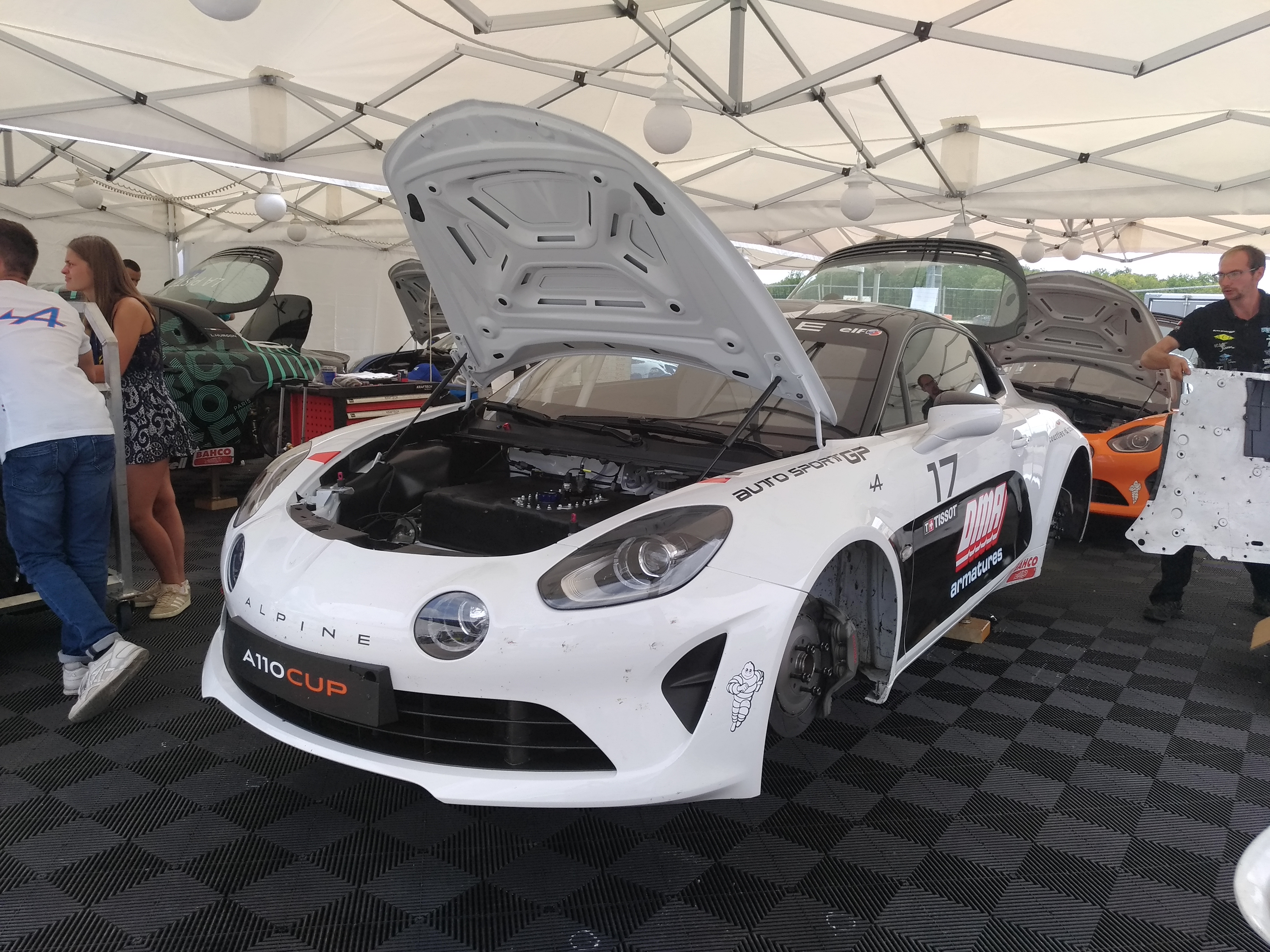
A110 Cup en el taller.

La versión de competición A110 Cup, es una variante de carreras que participará en un campeonato monomarca, el Alpine Europa Cup. Es obra de Signatech -los encargados del programa en resistencia de Alpine- y Renault Sport Racing.
Si bien el aspecto general del coche no varía mucho con respecto al A110 de serie, las modificaciones son mucho más numerosas. Así, el chasis monocasco de aluminio se mantiene, pero ha sido adaptado para poder integrar el arco de seguridad del habitáculo (homologado FIA) y los largueros de refuerzo en el frontal como en el vano motor.
Las suspensiones cuenta con amortiguadores Öhlins regulables y el coche ha sido rebajado 4 cm (1,6 plg). En cuanto a los frenos, Brembo se encarga de ello con discos ventilados de 355 mm (14,0 plg) adelante con pinzas en magnesio de seis pistones y de 333 mm (13,1 plg) atrás con pinzas de cuatro pistones, con rines OZ de 18 pulgadas (45,7 cm).
Aligerado de casitodos sus elementos de confort (conserva la dirección asistida y el climatizador), el A110 Cup pesa 1050 kg (2315 libras), en comparación con los 1103 kg (2432 libras) del modelo de serie. En el habitáculo destacan el baquet Sabelt (puede equipar un segundo baquet sin que sean necesarias modificaciones) y el volante de competición tomado prestado del Alpine A470 que corre en LMP2, es decir, incluye cuadro digital, ajustes de gestión motor, ajustes de dirección, del ESP y del ABS, entre otras modificaciones.
El motor 1.8 turbo de inyección directa (el mismo que equipa el A110 de serie) pasa de 252 CV (249 HP; 185 kW) a 270 CV (266 HP; 199 kW) en el Cup y el par motor se mantiene en 320 N·m (236 lb·pie), que va asociado a una caja de cambios secuencial de seis marchas, específicamente desarrollada en el marco de una colaboración entre Signatech y 3MO. Equipa un diferencial autoblocante con deslizamiento limitado.

#### A110 Rally

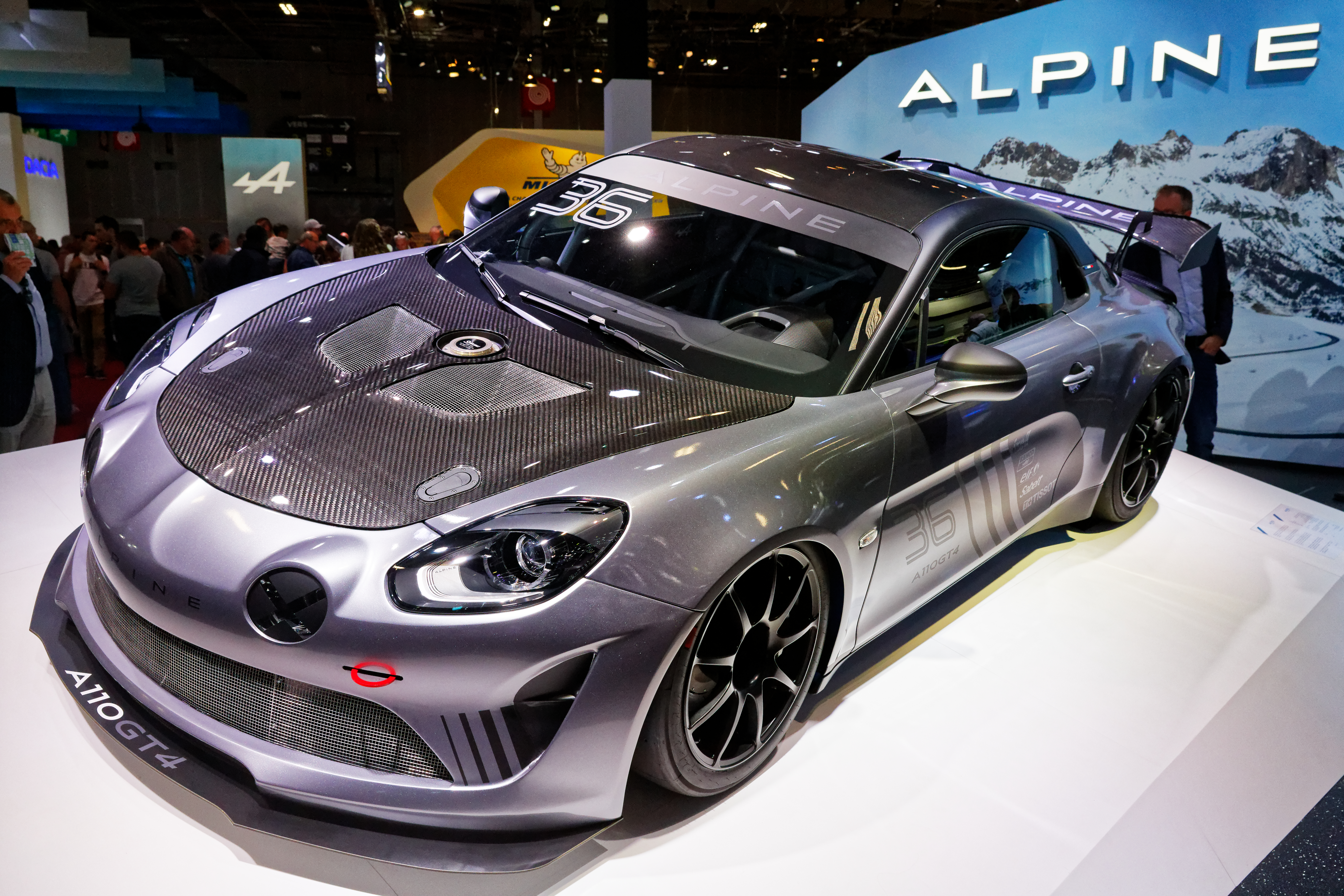
A110 GT4 en el Salón del Automóvil de París de 2018.

Al A110 Cup y al A110 GT4 se suma ahora el Alpine A110 Rally, que se ha presentado en el Rally Mont-Blanc Morzine, cita que se celebra en Francia entre el 5 y el 7 de septiembre.
Enfocado a carreras cliente y equipos privados, el Alpine A110 Rally mantiene su configuración de tracción trasera. Aún pendiente de recibir la homologación FIA R-GT, su comercialización se espera que comience a finales de 2019, estando las primeras entregas fijadas para principios de 2020, momento en el que debutará en competición. Ha sido puesto a punto por Signatech Alpine, contando con la colaboración de pilotos como Emmanuel Guigou y Laurent Pellier para su desarrollo.
Más allá del maquillaje exterior y del generoso alerón que corona su zaga, el Alpine A110 Rally monta nuevas suspensiones de tres vías con tope hidráulico y frenos Brembo específicos. También encontramos elementos de seguridad, como los asientos de competición tipo baquet, también firmados por firmados por Sabelt y con arnés de seis puntos, o arco de seguridad integral homologado por la FIA.
El motor ha recibido un tratamiento especial para adaptarse al rally, aumentando tanto su par como su potencia, que estará por arriba de los 300 CV (296 HP; 221 kW), que va gestionado por un cambio automático secuencial de siete velocidades y dispone de diferencial trasero autoblocante.